# Fogou von Lower Boscaswell
 Das beschädigte, halboberirdische Fogou von Lower Boscaswell (lokal auch Giants Hole genannt) liegt westlich von Penzance, nahe der Nordwestküste von Cornwall (in England). Bei Souterrains wird grundsätzlich zwischen „rock-cut“, „earth-cut“, „stone built“ und „mixed“ Souterrains unterschieden.
Die etwa ovale Kammer der auf cornisch Fogou genannten Gruppe von Souterrains aus der Eisenzeit hat relativ hohe Mauern. Der erhaltene Gangteil ist etwa zwei Meter lang und 1,8 m breit und hoch. Ein gewaltiger Deckstein des Ganges, ist jetzt wie ein Sturz von außen sichtbar. In diesem kurzen Gangbereich beginnt rechts ein schräger rückwärts führender, etwa 1,5 m langer Kriechgang, der nach außen führt. Etwa einen Meter hinter dem Kriechgang beginnt die ungewöhnlich große von zwei Decksteinen bedeckte Kammer. 
Die gesamte Struktur ist nicht mehr leicht zu verstehen, da ein Bauer, die Rede ist von einem einst 10 m langen Gang, diese in den 1960er Jahren zerstört haben soll. 
Etwa 100 und 150 m entfernt liegen ein Burnt Mound und die Heilige Quelle Lower Boscaswell Well (auch Hesken Well genannt).